# Wappen der Gemeinde Berglern
Das Wappen der Gemeinde Berglern ist seit dem 4. September 1962 neben der Flagge das offizielle Hoheitszeichen von Berglern.

## Blasonierung
„Geteilt von Rot und Silber; oben eine silberne heraldische Rose, unten ein grüner Dreiberg.“

## Geschichte
Das Wappen wurde vom Bad Tölzer Heraldiker Ernst Rößner gestaltet.
Der grüne Dreiberg im Wappen steht redend für den Bestandteil Berg- im Ortsnamen. Die silberne Rose auf rotem Grund in der oberen Schildhälfte entstammt dem Wappen der Grafen von Moosburg, die im Mittelalter Grundbesitz in Berglern hatten und die Rechte der Zehenterhebung und der Kirchenvogtei dort ausübten. Um Verwechselungen mit dem alten Wappen der Stadt Moosburg zu vermeiden, welche das Wappen des Grafengeschlechtes von 1281 unverändert übernommen hatte, wurden im Wappen von Berglern statt der ursprünglich drei Rosen nur eine verwendet.
Das Bayerische Staatsministerium des Innern genehmigte mit Beschluss vom 4. September 1962 die Führung des Wappens durch die Gemeinde.